# Бишоф, Ноа
Ноа́ Би́шоф (нем. Noah Bischof; род. 7 декабря 2002, Фельдкирх, Форарльберг) — австрийский футболист, полузащитник клуба «Рапид (Вена)».

## Клубная карьера
Бишоф — воспитанник клубов «Гёфис», «Ворарберг» и «Райндорф Альтах». 24 июля 2021 года в матче против ЛАСКа он дебютировал в австрийской Бундеслиге в составе последнего. 24 октября в поединке против ЛАСКа Ноа забил свой первый гол за «Райндорф Альтах». В начале 2024 года Бишоф перешёл в венский «Рапид» и сразу же на правах аренды был отдан в «Фёрст».